# Orda
Orda (russisk: Орда ) er en russisk spillefilm fra 2012 af Andrej Prosjkin.

## Medvirkende
- Maksim Sukhanov som Aleksij
- Andrej Panin som Tinibek
- Roza Khajrullina som Tajdula
- Aleksandr Jatsenko som Fedka
- Vitalij Khajev som Ivan Krasnyj